# Corticirama berchtesgadensis
Corticirama berchtesgadensis är en svampart som beskrevs av E. Ludw. & Schmid-Heckel 1988. Corticirama berchtesgadensis ingår i släktet Corticirama och familjen Corticiaceae.   Inga underarter finns listade i Catalogue of Life.